# Knightwatch
Knightwatch ist eine amerikanische Dramaserie, die von 1988 bis 1989 auf ABC lief. In den Hauptrollen spielten unter anderem Benjamin Bratt, Don Franklin und Calvin Levels.
Die kurzlebige Serie handelt von einer Verbrechensbekämpfungsorganisation, welche den Guardian Angels nachempfunden war, einer Nachbarschaftsinitiative aus New York, die zur damaligen Zeit in den Medien präsent war.

## Handlung
Im Mittelpunkt der Handlung steht die Organisation Knights of the City. Diese besteht aus ehemaligen Gang-Mitgliedern, welche das Verbrechen in ihrer Stadt bekämpfen, angeführt von Tony Maldonado. Sie betreiben Kampfsportarten und tragen keine Waffen, und ihr Hauptquartier haben sie im Keller einer Kirche. Die Knights of the City müssen sich mit Mord, Raub und Vergewaltigung auseinandersetzen, aber auch mit Schikanen durch die Polizei, den Medien, oder Zwists innerhalb der eigenen Gruppe. Ebenfalls Thema sind romantische Beziehungen zwischen den Mitgliedern.

## Produktion und Ausstrahlung
Knightwatch war eine Produktion von Astor III Productions und MGM/UA Television. Vom 10. November 1988 bis zum 19. Januar 1989 wurden neun einstündige Episoden im Abendprogramm ausgestrahlt, danach wurde die Serie abgesetzt.

## Rezeption
John J. O’Connor schrieb 1988 in der  New York Times, dass die erste Episode Standardkost sei, die keinerlei Überraschungen biete. Die einzige Frage sei, ob einer der jungen Darsteller das Potential habe, zum Teenie-Idol zu werden, was so sehr möglich wäre, wie bei hunderten anderen jungen Darstellern jeder neuen Fernsehsaison. Was die Serie dagegen von der Mittelklasse-Welt des Prime-Time-Fernsehens abgrenze, sei, dass die Charaktere aus der Arbeiterklasse kämen.